# Equipe peruana na Copa Davis
A equipe peruana na Copa Davis representa o Peru na Copa Davis, principal competição de tênis masculina por equipes do mundo. É administrada pela Federación de Tenis de Peru.